# Parque nacional marino de Penghu del Sur
El parque nacional marino de Penghu del sur (en chino tradicional, 澎湖南方四島國家公園) es un parque nacional de Taiwán en el sur de Penghu. El parque comprende las islas de Dongjiyu, Xijiyu, Dongyupingyu, Xiyupingyu y muchas otras más pequeñas. Está administrado por la Sede del parque nacional Marino de Taiwán. Hubo 7278 visitantes en 2015.

## Historia
En el pasado había miles de personas viviendo en las islas. Debido a que el área tiene poco transporte y pocos empleos, la población ha disminuido y ahora sólo hay alrededor de 50 personas.
En 2008, el frío en Penghu provocó la muerte de mucha vida marina. La parte meridional de Penghu se vio menos afectada porque se encuentra en una latitud inferior y estaba más cálida. Una de las razones por las que se estableció el parque nacional fue que podía albergar mucha vida marina y convertirse en un "banco de germoplasma" de Penghu. El Penghu Columnar Basalt Natural Reserve Nanhai, que abarca las islas de Dongjiyu, Xijiyu y otras más pequeñas, se estableció en 2008. El parque nacional marino de Penghu del sur fue establecido el 8 de junio de 2014 e inaugurado el 18 de octubre de 2014.
La pesca está restringida en algunas zonas del parque. A algunos pescadores les preocupa que las restricciones afecten a la pesca. La Sede del parque nacional Marino afirma que las restricciones harán que la pesca sea más sostenible.

## Descripción
El parque nacional marino de Penghu del sur está entre 23°14' y 23°17' N, y entre 119°30' y 119°40' E. Está en el municipio de Wang-an. Su superficie total es de unos 358,44 km² (138,4 millas cuadradas), con 354,73 km² (137 millas cuadradas)  de agua y 3,7 km² (1,4 millas cuadradas) de tierra. Las islas tienen forma basáltica, incluyendo columnas basálticas. Hay casas abandonadas y algunos templos en las islas. También hay muros de piedra, llamados "cai zhai", que se utilizaron para proteger las verduras de los fuertes vientos. Hay un faro en Dongjiyu. La "Cueva azul" es una cueva marina en Xijiyu.

## Ecología
Muchas especies de aves migratorias, como el charrán, visitan las islas. Pequeños cantidades de delfines y ballenas menores han regresado recientemente a las aguas mientras que las ballenas barbadas de gran tamaño pueden estar aún en grave peligro o extinguirse regionalmente, como las ballenas grises, ya que los fósiles descubiertos desde aquí se convirtieron en los primeros registros de la especie de aguas taiwanesas. Hay arrecifes de coral y muchos tipos de animales marinos. Se han registrado 254 especies de peces, incluidas 28 especies recién descubiertas. Hay 154 especies de coral. También hay plantas acuáticas. Parte de la cálida corriente de Kuroshio fluye hacia Penghu, apoyando la vida marina.
Desde 2010, la Sede del parque nacional Marino y algunas otras organizaciones han inspeccionado los arrecifes de coral y eliminado las estrellas de mar de corona de espinas que comen corales. En 2014 y 2015 no se encontraron grandes poblaciones de este tipo de estrellas de mar. No está claro si esto fue causado por la eliminación o por el ciclo de vida de la estrella de mar.